# Рождественские хроники 2
«Рождественские хроники 2» (англ. The Christmas Chronicles 2) — американская рождественская комедия 2020 года режиссёра Криса Коламбуса. Продолжение фильма 2018 года «Рождественские хроники», в котором Курт Рассел вернулся к роли Санта-Клауса. Фильм был выпущен в ограниченный прокат до начала трансляции на Netflix 25 ноября 2020 года.

## Сюжет
Кейт Пирс, теперь циничный подросток, недовольна новыми отношениями своей мамы, и во время бегства неожиданно воссоединяется с Санта-Клаусом, когда таинственный озорной эльф-смутьян угрожает навсегда отменить Рождество.

## В ролях
| Актёр                   | Роль                        |
| ----------------------- | --------------------------- |
| Курт Рассел             | Санта-Клаус                 |
| Голди Хоун              | миссис Клаус                |
| Дарби Кэмп              | Кейт Пирс                   |
| Джуда Льюис             | Тедди Пирс                  |
| Кимберли Уильямс-Пейсли | Клэр Пирс мать Тедди и Кэти |
| Джажир Бруно            | Джек Букер                  |
| Джулиан Деннисон        | Белсникель                  |
| Тайриз Гибсон           | Боб Букер                   |
| Дарлин Лав              | Грейс                       |
| Санни Салджик           | Даг Пирс в молодости        |
| Малкольм Макдауэлл      | Хакан                       |
| Патрик Галлахер         | охранник                    |
| Эндрю Моргадо           | Хагг (озвучивание)          |
| Деби Дерриберри         | Спек / Флек (озвучивание)   |
| Джессика Лоу            | Мина (озвучивание)          |
| Майкл Юрчак             | Бьорн (озвучивание)         |
| Кэри Уолгрен            | Джоджо (озвучивание)        |

## Производство
14 мая 2020 года было объявлено о начале постпродакшна сиквела под названием «Рождественские хроники 2». Первым режиссёром фильма был Клей Кайтис, который сначала стал исполнительным продюсером нового фильма, затем выбыл и был заменён Крисом Коламбусом, который продюсировал первую часть. Актёры Курт Рассел, Голди Хоун, Дарби Кэмп, Кимберли Уильямс-Пейсли и Джуда Льюис вновь вернулись к своим ролям из первого фильма, в то время как Джулиан Деннисон и Джазир Бруно сыграли роли только в сиквеле.

## Выпуск
«Рождественские хроники 2» были выпущены в цифровом виде Netflix 25 ноября 2020 года. Фильм также был показан в трёх городах (в 32 кинотеатрах Cinemark) за неделю до его цифрового релиза. Впервые Netflix разрешил показ одного из своих фильмов в сетевом кинотеатре.

## Критика
На агрегаторе отзывов Rotten Tomatoes фильм имеет рейтинг одобрения 72 % на основе 47 отзывов со средним баллом 5,6/10. Консенсус критиков веб-сайта гласит: «В то время как в нём отсутствует часть магии оригинала, „Рождественские хроники 2“ подают сладкую вторую помощь праздничного настроения, которая максимально использует свои чудесно подобранные зацепки». На Metacritic фильм имеет средневзвешенную оценку 51 из 100, основанную на 12 рецензиях, что указывает на «смешанные или средние отзывы».